# Finley, New South Wales
Finley är en ort i Australien. Den ligger i kommunen Berrigan och delstaten New South Wales, i den sydöstra delen av landet, omkring 550 kilometer väster om delstatshuvudstaden Sydney. Antalet invånare är 2 618.
Runt Finley är det mycket glesbefolkat, med 4 invånare per kvadratkilometer.. Finley är det största samhället i trakten. 
Trakten runt Finley består till största delen av jordbruksmark. Genomsnittlig årsnederbörd är 633 millimeter. Den regnigaste månaden är februari, med i genomsnitt 80 mm nederbörd, och den torraste är november, med 32 mm nederbörd.